# هموفیلوس آفروفیلوس
هموفیلوس آفروفیلوس (Haemophilus parainfluenzae)، گونه ای از هموفیلوس است. هموفیلوس آفروفیلوس به هیچ‌کدام از فاکتورهای X و V برای رشد در محیط کشت نیاز ندارد (بر خلاف هموفیلوس آنفولانزا که به هر دو فاکتور X و V برای رشد خود نیازمند است). باکتری هموفیلوس آفروفیلوس همانند هموفیلوس پاراآنفولانزا در گروه HACEK نیز طبقه‌بندی شده است. گروه HACEK، مجموعه ای از باسیل‌های گرم منفی هستند که توانایی افزایش یافته‌ای برای ایجاد اندوکاردیت را از خود نشان می‌دهند.